# Juan de las Roelas

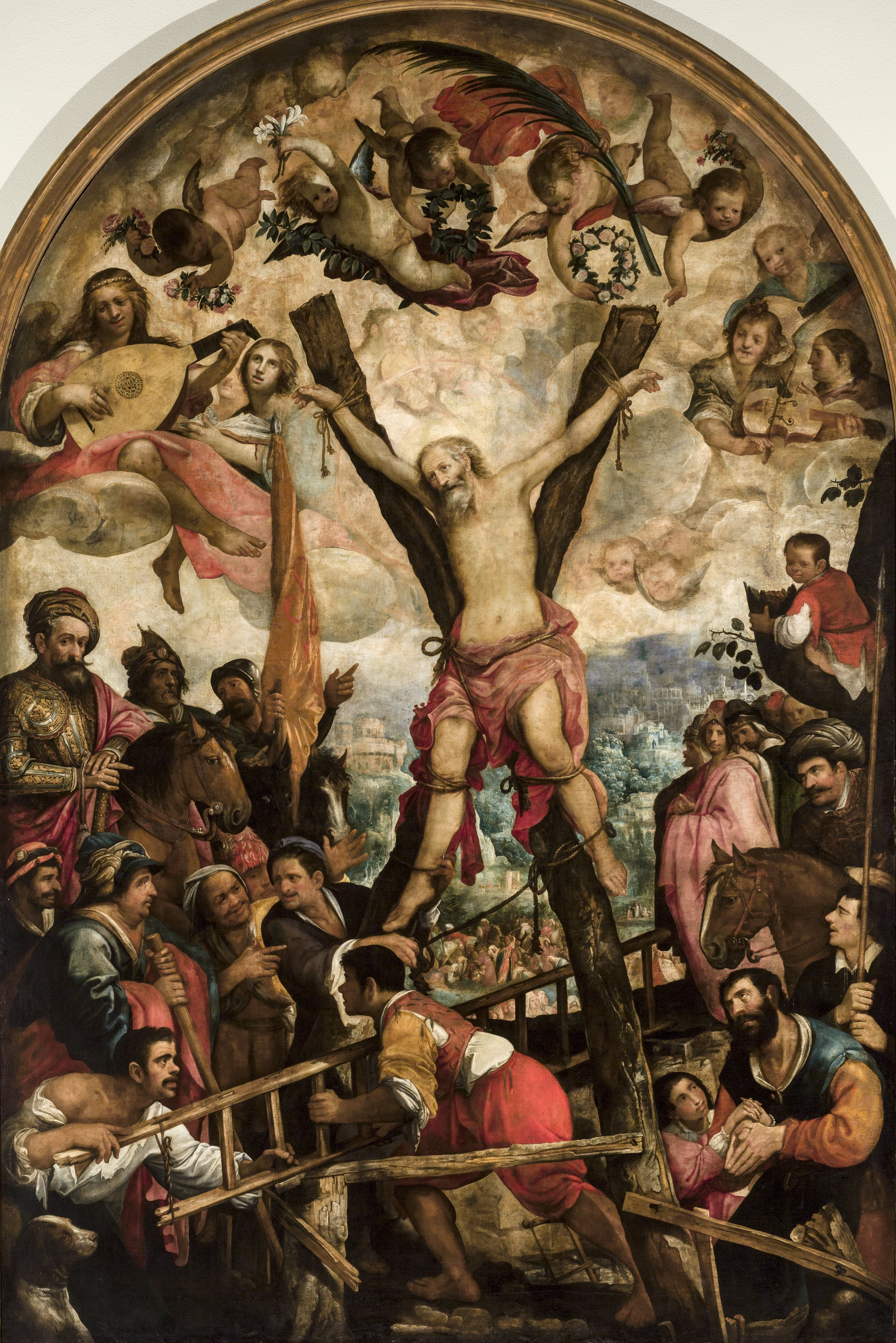
Martirio di sant'Andrea

Juan de las Roelas (Siviglia, 1588 – Olivares, 1625) è stato un pittore spagnolo.

## Biografia
I critici d'arte definiscono Roelas come il rinnovatore della pittura sivigliana, grazie alla sua introduzione del realismo naturalistico della pittura barocca che sostituì il manierismo, contribuendo in tal modo all'evoluzione iconografica, compositiva, tecnica di artisti quali Francisco Herrera il Vecchio, Velázquez e Murillo.

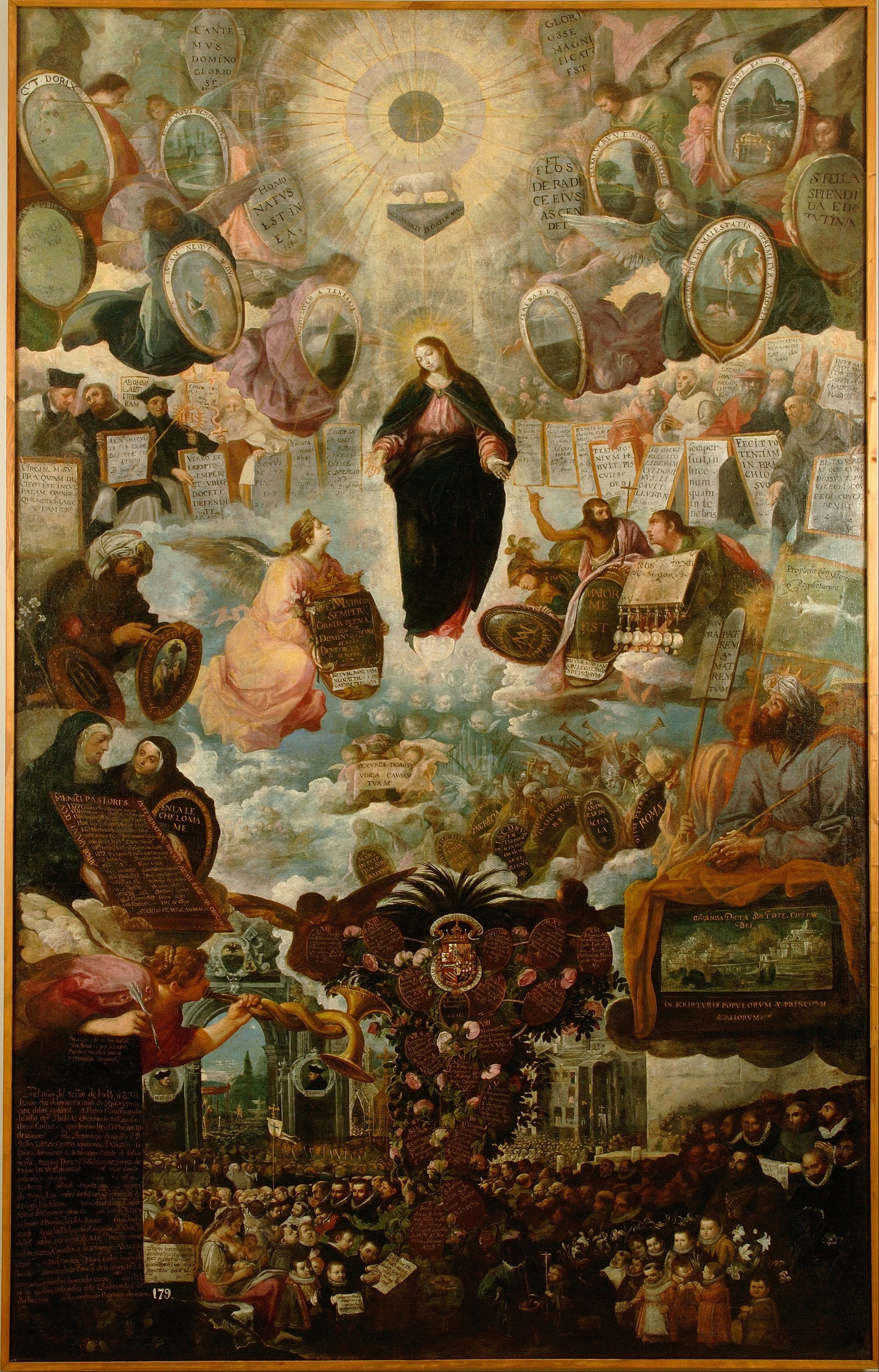
Allegoria dell'Immacolata Concezione

Roelas studiò lettere e teologia e dopo aver rinunciato al sacerdozio si dedicò alla pittura lavorando, dal 1598 al 1602 a Valladolid per le decorazioni dei monumenti funerari di Filippo II di Spagna; successivamente si trasferì in Italia, dove soggiornò tra il 1606 e il 1609, a Venezia e a Parma.
In Italia approfondì la sua conoscenza degli artisti veneti e di quelli emiliani, tra i quali Tintoretto, Jacopo Bassano e Paolo Veronese che lo influenzarono nel suo sviluppo stilistico.

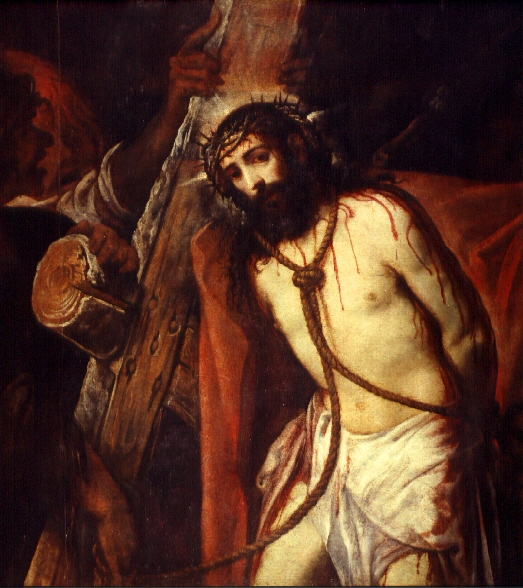
Cristo sul Calvario

Quando rientrò in Spagna, Roelas si distinse per una serie di opere caratterizzate da elementi decorativi veneziani e rubensiani, dalla brillantezza cromatica e di luce, dalla piacevolezza compositiva, dall'elegante naturalezza e passionalità, oltreché dall'abilità dimostrata nel dipingere aspetti di vita quotidiana inseriti in composizioni con tematiche sacre.
Roelas esordì con San Giacomo a cavallo nella battaglia di Clavijo per la cattedrale di Siviglia, considerata l'opera di svolta della pittura sivigliana, contraddistinta dalla figura del santo su un cavallo bianco.
Altri lavori importanti si dimostrarono il Martirio di sant'Andrea (Museo di Siviglia), caratterizzato dal movimento delle figure principali, dalla luminosità del cielo e dall'ampiezza compositiva; la Pentecoste (Museo di Siviglia) basata sulla figura della Madonna e da chiaroscuri di derivazione tintorettiana; Sant'Anna che insegna a leggere alla Vergine (Museo di Siviglia) anticipante il Murillo; la Circoncisione per la cappella dell'Università di Siviglia.
Roelas si distinse anche per il peculiare formato della pala d'altare, suddiviso in due metà giustapposte: la metà superiore che rappresenta il mondo divino e la metà inferiore che rappresenta il mondo terreno e l'oltretomba.

## Opere

### Periodo sivigliano
- Circuncisión, (1606);
- El martirio de San Andrés, (1610-1615), (Museo de Bellas Artes di Siviglia);
- Santiago en la batalla de Clavijo, (1609);
- La Piedad, (1609);
- La liberación de San Pedro, (1612);
- El tránsito de San Isidoro, (1613);
- Lactación de San Bernardo;
- La venida del Espíritu Santo;
- La Sagrada Familia con santa Ana y san Joaquín, (cattedrale di Canarias);
- Aparición de la Virgen a Santa Catalina de Alejandría, (cattedrale di Canarias);
- Nuestra Señora del Rosario.

### Periodo madrileno
- La resurrección de Santa Leocadia, (1620), (ospedale del Bambin Gesù di Madrid);
- Alegoría de la Inmaculada.

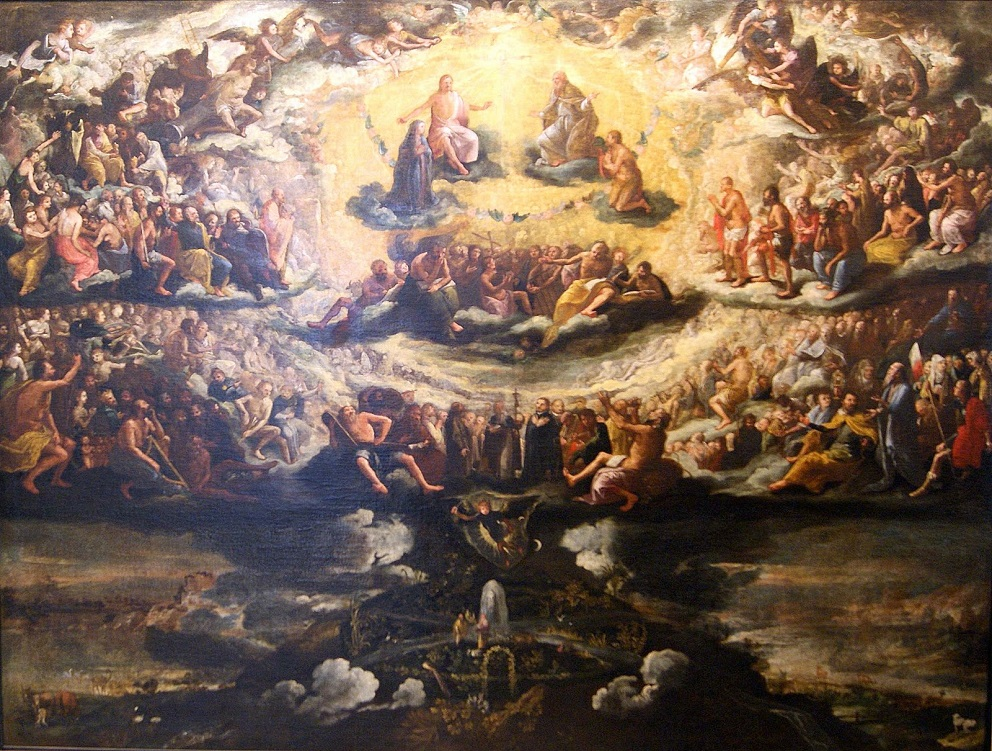
La Gloria (cattedrale di Siviglia)
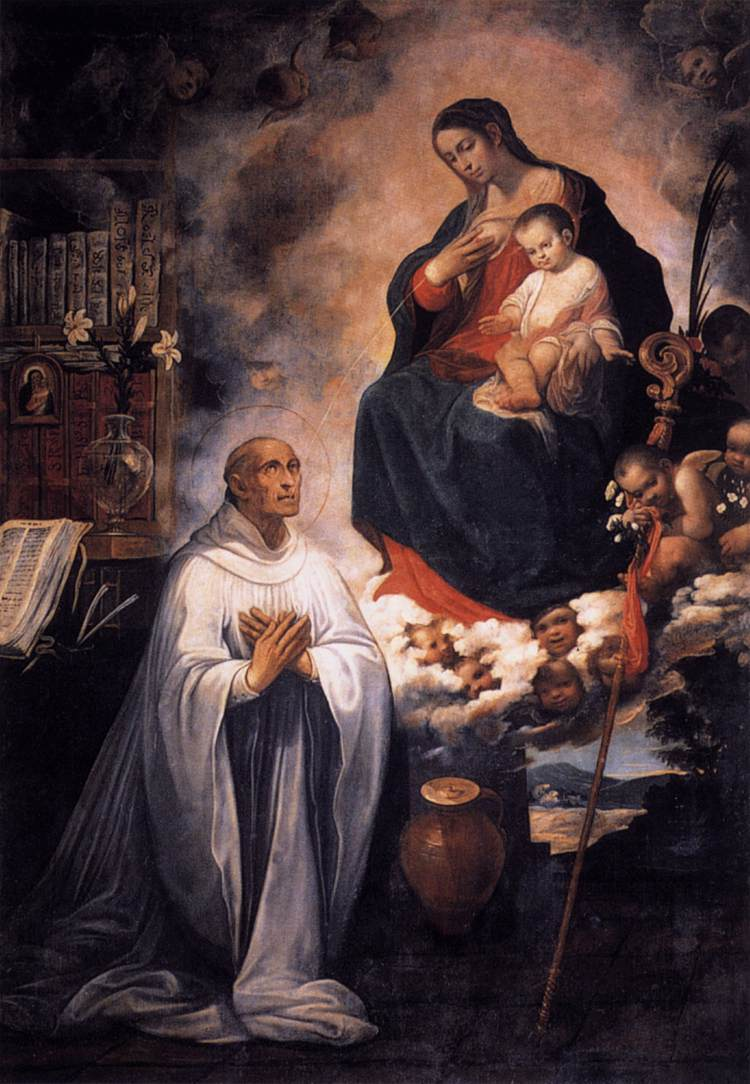
Visione di san Bernardo
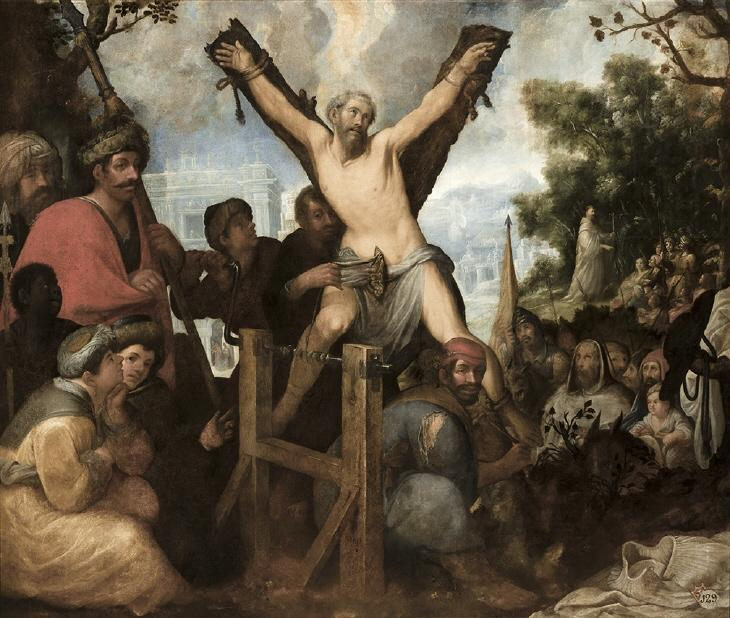
Martirio di san Serapio (Museo di belle arti di Siviglia)
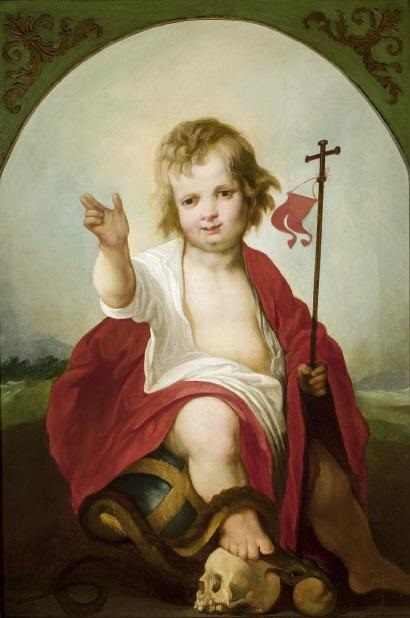
Gesù Bambino (Museo di belle arti di Siviglia)
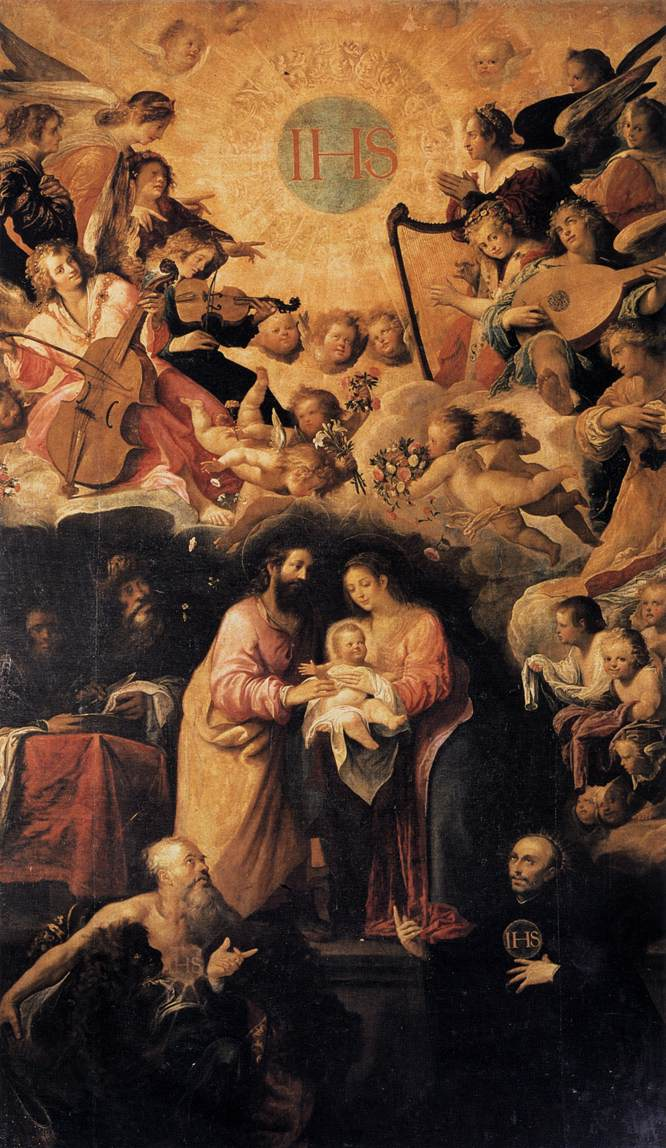
Adorazione nel nome di Gesù